# Piyak
Piyak is een bestuurslaag in het regentschap Bojonegoro van de provincie Oost-Java, Indonesië. Piyak telt 893 inwoners (volkstelling 2010).